# Nantasket Beach
Nantasket Beach is een strand bij de stad Hull in Maine, Verenigde Staten. Het maakt deel uit van de Nantasket Beach Reserve. Het strand heeft fijn, lichtgrijs zand en is een van de drukste stranden in Greater Boston. Bij eb zijn er talrijke getijdenpoelen.

## Naam
De naam "Nantasket" komt uit de Wampanoag-taal en betekent "aan de zeestraat" "ebplaats" of "waar de getijden elkaar ontmoeten", aangezien Hull een schiereiland is. Nantasket werd niet lang na de Plymouth Colony en voor de Baai van Massachusetts gesticht. Totdat Hull in 1644 werd gesticht, noemden Engelse kolonisten de hele lokale regio "Nantasket-schiereiland".

## Geschiedenis
In 1825 stichtte Paul Warrick "The Sportsman Hotel" aan Nantasket Avenue.In de jaren 1840 werden meer hotels gebouwd en maakten stoomboten drie tochten per dag tussen Nantasket Beach en Boston. In 1905 werd naast het strand een amusementspark genaamd Paragon Park ingericht.